# Municipalitatea Drama
Municipalitatea Drama este o municipalitate din regiunea Macedonia de Est și Tracia care a fost înființată în 2011 cu programul Kallikratis. A rezultat din fuziunea preexistentei Municipalități Drama și a Comunității Sidironeros. Suprafața municipalității este de 833,01 kmp și populația sa permanentă este de 55.679 locuitori conform recensământului din 2021.  Sediul municipialității este orașul Drama.

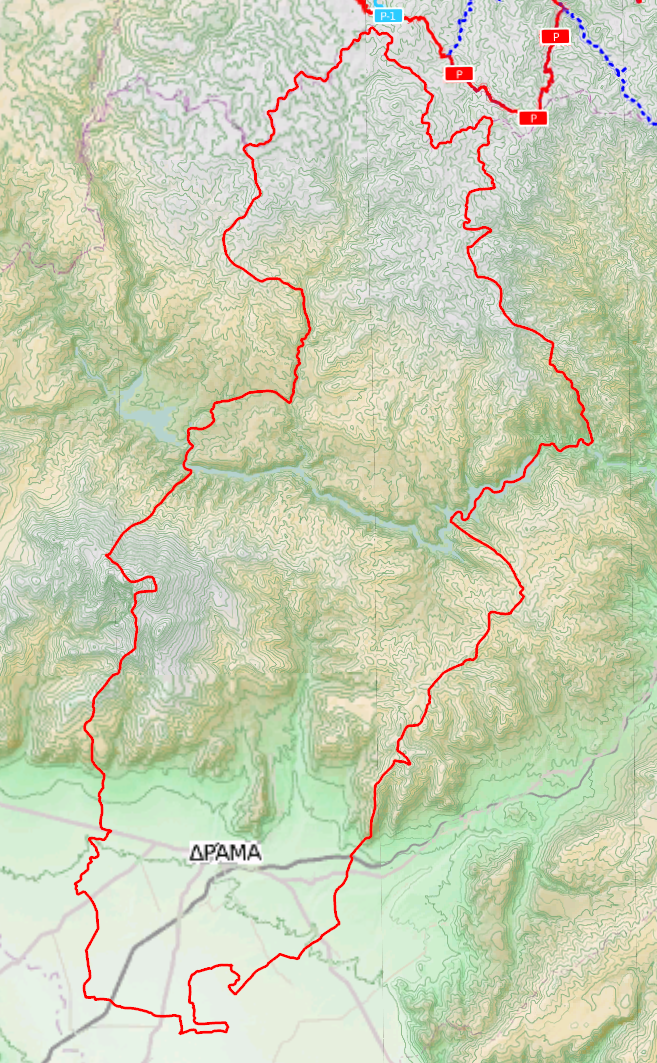
Harta topografică a municipalității Drama